# ボルボ・S90
S90（Volvo S90）は、スウェーデンの自動車メーカー、ボルボ・カーズが製造・販売するプレミアムセダン。

## 初代（1997年8月 - 1998年12月）
ボルボ・960を参照。

## 2代目（2017年2月 - ）
2016年1月、S90はミシガン州デトロイトの北米国際自動車ショーで一般公開された。S80の直接的な後継車種ではないが、新世代プラットフォーム「SPA」を採用したボルボのフラグシップセダンとして登場した。
車名の復活は960ベース以来、18年ぶりとなる。日本においては、2017年2月22日に発表され、スウェーデンで製造されたS90が計500台限定で販売された。現在は中国の大慶工場に全ての生産がシフトしたため、長い間再導入されていなかったが、2021年9月より同工場製の受注生産による販売が再開された。
エクステリアは、新しくなったアイアンマーク、90シリーズ共通のトールハンマー型LEDデイタイム・ランニング・ライトなどボルボのコンセプトデザインになっている。
インテリアには、9インチの縦型タッチスクリーン式センターディスプレイを装備。ナビ、オーディオ、エアコン等の操作は大画面タッチスクリーンで行う。またはSiriを使った音声コントロールも可能である。「インテリセーフ」と呼ばれるボルボの15種類以上の先進安全・運転支援技術も標準装備である。
ボルボ S90/V90/V90 Cross Countryは、2017-2018日本自動車殿堂インポートカーオブザイヤーを受賞している。

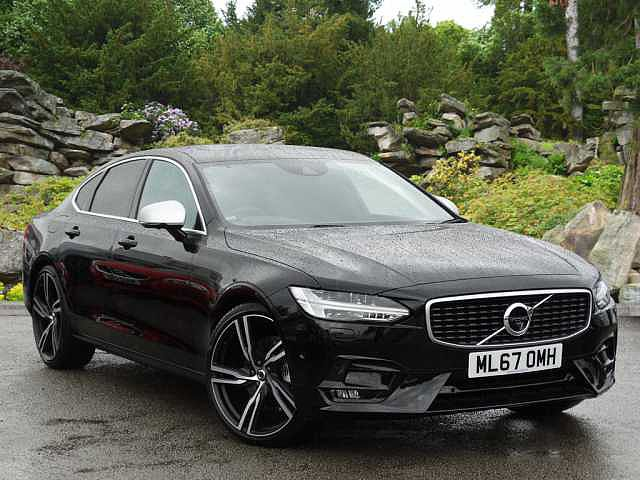
S90 R-Design